# إلمو سكوت واتسون
إلمو سكوت واتسون (بالإنجليزية: Elmo Scott Watson)‏ هو صحفي أمريكي، ولد في 2 أبريل 1892 في كولفاكس في الولايات المتحدة، وتوفي في 6 مايو 1951.